# Escanyapolls
L'escanyapolls o cérvol volant (Lucanus cervus) és una espècie de coleòpter escarabeiforme de la família Lucanidae, un dels insectes més grossos de Catalunya, on no és rar de trobar als boscos caducifolis, ja que les larves s'alimenten de fusta en descomposició.

## Morfologia

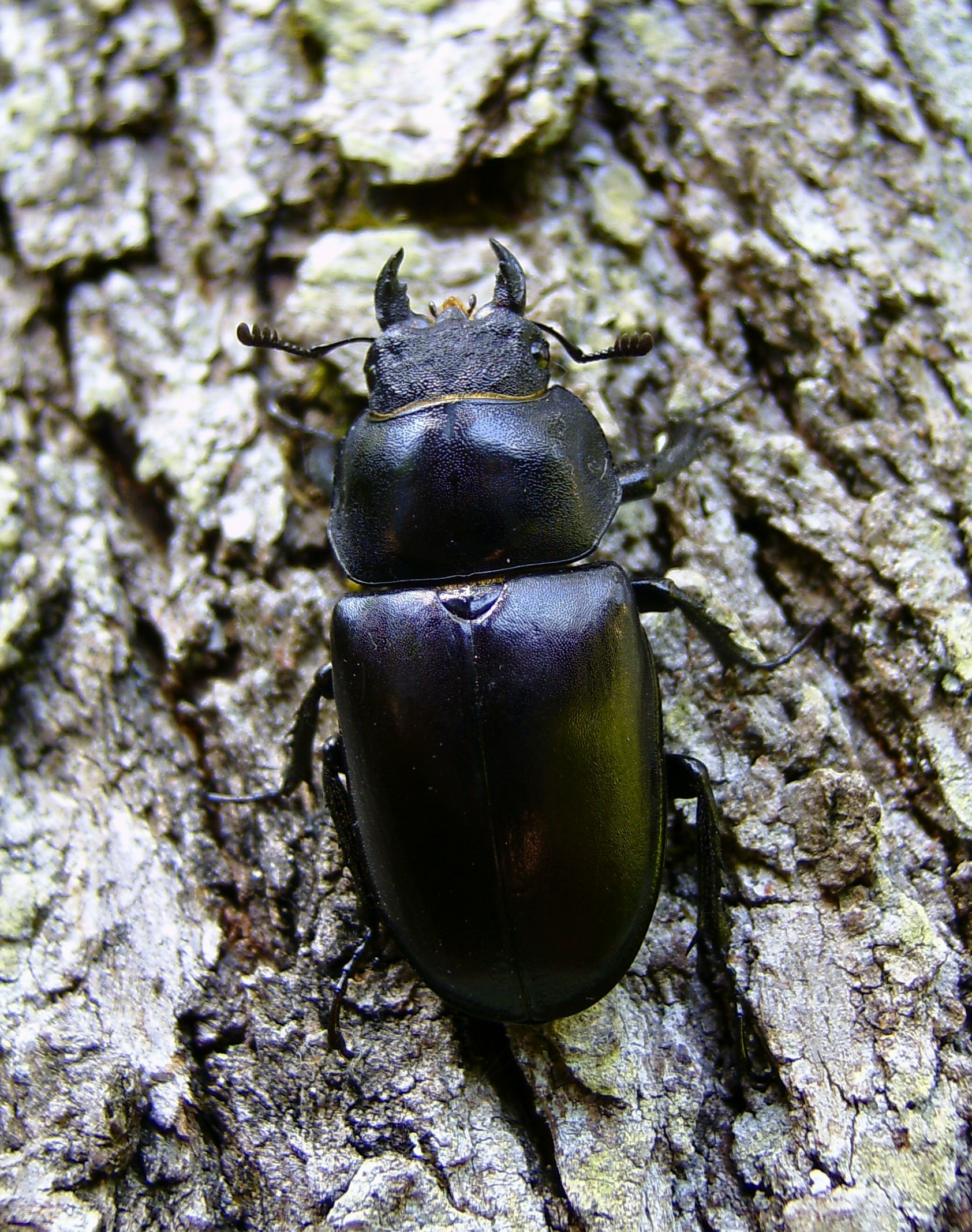
Lucanus cervus ♀

És el coleòpter més gran d'Europa. Presenta un notable dimorfisme sexual: els mascles són més grossos que les femelles i presenten mandíbules molt desenvolupades. Encara que tinguin unes mandíbules tan prominents són massa febles per fer cap mena de mal. La seva mida oscil·la entre els 3 i 9 cm els mascles i els 2,8 i 5,4 cm les femelles.

## Ecologia
Està associat a boscos caducifolis, no necessàriament de Quercus, com se sol creure.
Les larves s'alimenten de fusta en estat de descomposició i són bastant polífagues mentre que els adults ho fan de saba o fruita. Els adults es poden veure entre juny i setembre; els mascles emergeixen abans que les femelles.
Generalment els adults són actius durant el vespre i la nit, tot i que també poden ser observats durant el dia. Els mascles es concentren prop de fonts d'aliment i de les femelles, llocs on es produeixen lluites, de les quals resulten guanyadors els mascles més grossos.